# Vladimir Maz'ya
Vladimir Gilelevich Maz'ya (em russo:  Владимир Гилелевич Мазья, em inglês:  Vladimir Maz'ya; São Petersburgo, 31 de dezembro de 1937) é um matemático russo.
Trabalha principalmente com a teoria de equações diferenciais parciais e espaços de Sobolev.

## Publicações
- Einbetttungssätze für Sobolewsche Räume, 2 Bände, Teubner Texte zur Mathematik, Leipzig 1979, 1980
- Zur Theorie Sobolewscher Räume, Teubner Texte zur Mathematik, Leipzig 1981
- com I.W.Gelman: Abschätzungen von Differentialoperatoren im Halbraum, Akademie Verlag 1981, Birkhäuser 1982
- com Tatjana Shaposhnikova: Theory of Multipliers in Spaces of Differentiable Functions, Pitman 1985
- Sobolev Spaces, Springer 1985
- com Nasarow, Plamenewski: Asymptotische Theorie elliptischer Randwertaufgaben in singulär gestörten Gebieten, 2 Bände, Berlin, Akademie Verlag, 1991(Englisch im Birkhäuser Verlag)
- com Tatjana Shaposhnikova: Jacques Hadamard – a universal mathematician, AMS 1998
- com Wladimir Kozlov, J.Rossmann: Elliptic boundary value problems in regions with point singularities, AMS 1997
- dieselben: Spectral problems associated to corner singularities to solutions of elliptic equations, AMS 2001
- com Sergei Poborchi: Differentiable Functions on Bad Domains, World Scientific 1997
- com Kozlov, Movchan: Asymptotic Analysis of Fields in Multi-Structures, Oxford Scientific Publishers
- com Kozlov: Theory of higher order Sturm-Liouville Equations, Springer, Lecture Notes in Mathematics 1998
- com Morozov, Plamenewskij, Stupyali: Elliptic Boundary Value Problems, AMS 1984
- com Kuznetsov, Vainberg: Linear water waves – a mathematical approach,
- com Shaposhnikova: Theory of Sobolev Multipliers with application to differential and integral operators, Springer
- com Gunther Schmidt: Approximate Approximations, AMS
- com Yuri Burago: Potential theory and function theory for irregular regions, Consultants Bureau, New York 1969 (Seminar Steklow Institute, Leningrad)
- com Kozlov: Differential equations with operator coefficients with applications to boundary value problems for partial differential equations, Springer 1999